# Epifitia
Se llama epifitia (del griego, epi, sobre, y φυτόν o phyton, planta) al fenómeno consistente en que una enfermedad afecte simultáneamente a un gran número de plantas de la misma especie en la misma región. Puede deberse a agentes químicos, físicos o bióticos. El estudio de las epifitias y los factores que influyen sobre ellas se llama epifitiología.
Cuando se trata de enfermedades que afecten a plantas, a humanos o a otros animales, se emplean, respectivamente, las palabras «epifitia», «epidemia» y «epizootia». La incongruencia de la distinción entre las dos últimas tiene que ver con la imposición de usos médicos y veterinarios en el léxico de la ciencia.
- Datos: Q2586442